# Crying in the Club
Singles de Camila Cabello
Havana (chanson)
Crying in the Club est le premier single solo de la chanteuse cubano-américaine Camila Cabello. Il est sorti le 19 mai 2017, comme premier single de l'album  Camila, mais fut finalement supprimé de l'album. Ce titre est également le premier de Cabello depuis son départ du groupe Fifth Harmony.

## Conception
Cabello a déjà travaillé auparavant avec Benny Blanco et Cashmere Cat sur une chanson de ce dernier, intitulé Love Incredible. Durant une session d'écriture avec Blanco en février 2017, l'auteur-interprète Sia conçu un concept de démo pour le morceau, et les deux composèrent alors celui-ci. Blanco offrit alors le titre à Cabello, et après que celle-ci ai réécrit le pont, elle l'enregistra. La chanteuse déclara au sujet du single « il contient un message sur le fait de se soigner à travers le pouvoir de la musique », et que « ce thème était un thème-clé que je voulais incorporer dans cet album ». 

## Composition
Crying in the Club est un morceau de mid-tempo pop et dance. Parlant du pouvoir de guérison de la musique et de danser le cœur brisé, le titre sample le single Genie in a Bottle de Christina Aguilera.

## Performances dans les hits-parades
| Classement (2017)                      | Meilleure position |
| -------------------------------------- | ------------------ |
| Allemagne (Media Control AG)           | 49                 |
| Australie (ARIA)                       | 39                 |
| Autriche (Ö3 Austria Top 40)           | 49                 |
| Belgique (Flandre Ultratop 50 Singles) | 43                 |
| Écosse (OCC)                           | 15                 |
| Espagne (PROMUSICAE)                   | 50                 |
| États-Unis (Hot 100)                   | 47                 |
| Irlande (IRMA)                         | 17                 |
| Pays-Bas (Single Top 100)              | 54                 |
| Portugal (AFP)                         | 13                 |
| Royaume-Uni (UK Singles Chart)         | 12                 |
| Suède (Sverigetopplistan)              | 58                 |
| Suisse (Schweizer Hitparade)           | 45                 |